# Friesodielsia rosea
Friesodielsia rosea là loài thực vật có hoa thuộc họ Na. Loài này được (Sprague & Hutch.) Steenis mô tả khoa học đầu tiên năm 1964.